# Onuphis similis
Onuphis similis är en ringmaskart som först beskrevs av Fauchald 1968.  Onuphis similis ingår i släktet Onuphis och familjen Onuphidae. Inga underarter finns listade i Catalogue of Life.